# Warengruppe
Unter einer Warengruppe versteht man im Handel die Zusammenfassung einzelner Artikel anhand eines gemeinsamen Merkmals zu einer Gruppe. Als verbindende Merkmale kommen infrage:
- Herkunft (z. B. Weine aus Spanien)
- Verwendungszweck (z. B. Getränke)
- Eigenschaften des Herstellungsmaterials (z. B. Holz)
- komplementäre Eigenschaften hinsichtlich eines Verwendungszweckes (z. B. alle Produkte für ein Frühstück)
- Sachbereiche (z. B. bei Büchern eine Warengruppensystematik im Zwischenbuchhandel)

Die Warengruppen können auch weiter in Unterwarengruppen bzw. Artikelgruppen (z. B. alkoholische und alkoholfreie Getränke) differenziert werden oder aber auch in übergeordneten Warenarten zusammengefasst werden (z. B. Food und Non-Food). Auch ist eine verschmelzende Zuordnung einzelner Warengruppen zu ebenfalls übergeordneten Hauptwarengruppen üblich: So werden vielfach die inhaltlich verwandten Warengruppen Glas, Porzellan, Keramik zur Hauptwarengruppe GPK (oder vergleichbar: Papier-, Büro- und Schreibwaren zu PBS) zusammengefasst.
Die Gesamtheit aller geführten Artikel eines Handelsgeschäftes bezeichnet man dagegen als Sortiment.